# Itinéraires de Normandie
Itinéraires de Normandie était un magazine trimestriel régional de la presse écrite française consacré au patrimoine de la Normandie. Le dernier numéro sous ce titre fut le numéro 25 (mai 2012). Après une tentative d'élargir le champ géographique à la Bretagne voisine sous le titre Grand Ouest durant deux numéros, la maison d'édition Ysec médias édite désormais des ouvrages à visée de collection toujours sur la même thématique régionale.